# Премия Большого жюри (Венецианский кинофестиваль)

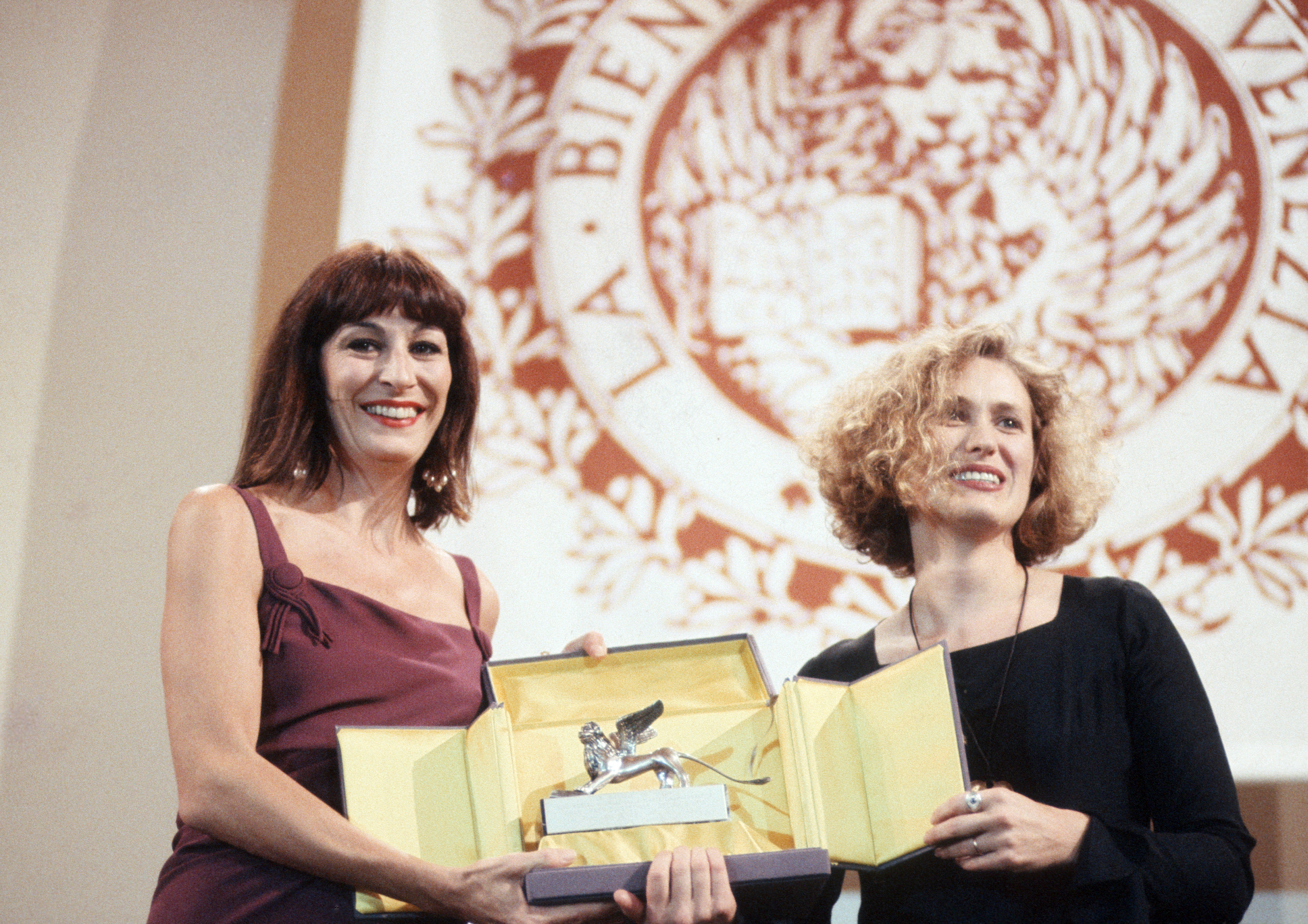
«Серебряный Лев» — премия Большого жюри Венецианского кинофестиваля

Приз Большого жюри — Серебряный лев (итал. Leone d’argento — Gran premio della giuria) — награда, присуждаемая жюри главного конкурса Венецианского кинофестиваля с 1951 года. В разное время вторая или третья по значимости награда. До 2013 года награда называлась Специальный приз жюри (1951—1982, 2006—2012) или Большой специальный приз (1983—2005).

## Лауреаты
- 1951 — «Трамвай „Желание“» реж. Элиа Казан (США)
- 1952 — «Пастушка и трубочист» реж. Поль Гримо (Франция)
- 1952 — «Мэнди» реж. Александр Маккендрик (США)
- 1953—1957 — награда не вручалась
- 1958 — «Вызов» реж. Франческо Рози (Италия, Испания)
- 1958 — «Любовники» реж. Луи Маль (Франция)
- 1959 — «Лицо» реж. Ингмар Бергман (Швеция)
- 1960 — «Рокко и его братья» реж. Лукино Висконти (Италия, Франция)
- 1961 — «Мир входящему» реж. Александр Алов и Владимир Наумов (СССР)
- 1962 — «Жить своей жизнью» реж. Жан-Люк Годар (Франция)
- 1963 — «Блуждающий огонёк» реж. Луи Маль (Италия, Франция)
- 1963 — «Вступление» реж. Игорь Таланкин (СССР)
- 1964 — «Евангелие от Матфея» реж. Пьер Паоло Пазолини (Италия, Франция)
- 1964 — «Гамлет» реж. Григорий Козинцев и Иосиф Шапиро (СССР)
- 1965 — «Мне двадцать лет» реж. Марлен Хуциев (СССР)
- 1965 — «Симеон-пустынник» реж. Луис Бунюэль (Мексика)
- 1965 — «Отважный маленький человек» реж. Лейф Крантц (Швеция)
- 1966 — «Прощание с прошлым» реж. Александр Клюге (ФРГ)
- 1966 — «Чаппакуа» реж. Конрад Рукс (США)
- 1967 — «Китаянка» реж. Жан-Люк Годар (Франция)
- 1967 — «Китай близко» реж. Марко Беллоккьо (Италия)
- 1968 — «Богоматерь Турции» реж. Кармело Бене (Италия)
- 1968 — «Сократ» реж. Роберт Лапужед (Франция)
- 1969—1980 — награда не вручалась
- 1981 — «Они не носят фраков» реж. Леон Хиршман (Бразилия)
- 1981 — «Золотые грёзы» реж. Нанни Моретти (Италия)
- 1982 — «Императив» реж. Кшиштоф Занусси (ФРГ)
- 1983 — «Бикефарр» реж. Жорж Рукье (Франция)
- 1984 — «Фавориты луны» реж. Отар Иоселиани (Франция, Италия, СССР)
- 1985 — «Танго, Гардель в изгнании» реж. Пино Соланас (Аргентина, Франция)
- 1986 — «Чужая Белая и Рябой» реж. Сергей Соловьёв (СССР)
- 1986 — «История любви» реж. Франческо Мазелли (Италия)
- 1987 — «Гиг-гип-ура!» реж. Челль Греде (Швеция, Дания, Норвегия)
- 1988 — «Лагерь Тирана» реж. Усман Сембен и Тиерно Фати Соу (Сенегал)
- 1989 — «И стал свет» реж. Отар Иоселиани (Франция, ФРГ)
- 1990 — «Ангел за моим столом» реж. Джейн Кэмпион (Австралия, Новая Зеландия)
- 1991 — «Божественная комедия» реж. Мануэл де Оливейра (Франция, Португалия)
- 1992 — «Смерть неаполитанского математика» реж. Марио Мартоне (Италия)
- 1993 — «Непослушный Бабби» реж. Рольф Де Хер (Австралия, Италия)
- 1994 — «Прирождённые убийцы» реж. Оливер Стоун (США)
- 1995 — «Божественная комедия» реж. Жуан Сезар Монтейру (Португалия)
- 1995 — «Фабрика звёзд» реж. Джузеппе Торнаторе (Италия)
- 1996 — «Разбойники, глава VII» реж. Отар Иоселиани (Грузия, Италия, Россия, Франция, Швейцария)
- 1997 — «Яйца вкрутую» реж. Паоло Вирци (Италия)
- 1998 — «Конечная остановка — рай» реж. Лучиан Пинтилие (Франция, Румыния)
- 1999 — «Нас унесёт ветер» реж. Аббас Кияростами (Франция, Иран)
- 2000 — «Пока не наступит ночь» реж. Джулиан Шнабель (США)
- 2001 — «Собачья жара» реж. Ульрих Зайдль (Австрия)
- 2002 — «Дом дураков» реж. Андрей Кончаловский (Россия, Франция)
- 2003 — «Воздушный змей» реж. Ранда Чахал Сабаг (Ливан, Франция)
- 2004 — «Море внутри» реж. Алехандро Аменабар (Испания, Франция, Италия)
- 2005 — «Мария» реж. Абель Феррара (Италия, Франция, США)
- 2006 — «Сухой сезон» реж. Махамат-Салех Харун (Чад, Франция, Бельгия)
- 2007 — «Меня там нет» реж. Тодд Хейнс (США)
- 2007 — «Кус-кус и барабулька» реж. Абделатиф Кешиш (Франция)
- 2008 — «Роса» реж. Хаиль Герима (Эфиопия, Германия, Франция)
- 2009 — «Душевная кухня» реж. Фатих Акын (Германия, Франция, Италия)
- 2010 — «Необходимое убийство» реж. Ежи Сколимовский (Польша, Норвегия, Ирландия, Венгрия, Франция)
- 2011 — «Материк» реж. Эмануэле Криалезе (Италия, Франция)
- 2012 — «Рай: Вера» реж. Ульрих Зайдль (Австрия, Франция, Германия)
- 2013 — «Бродячие псы» реж. Цай Минлян (Тайвань, Франция)
- 2014 — «Взгляд тишины» реж. Джошуа Оппенхаймер (Дания, Финляндия, Индонезия, Норвегия, Великобритания)
- 2015 — «Аномализа» реж. Дьюк Джонсон, Чарли Кауфман (США)
- 2016 — «Под покровом ночи» реж. Том Форд (США)
- 2017 — «Фокстрот» реж. Самуэль Маоз (Израиль, Германия, Франция, Швейцария)
- 2018 — «Фаворитка» реж. Йоргос Лантимос (США, Великобритания, Ирландия)
- 2019 — «Офицер и шпион» реж. Роман Полански (Франция, Италия)
- 2020 — «Новый порядок» реж. Мишель Франко (Мексика, Франция)
- 2021 — «Рука Бога» реж. Паоло Соррентино (Италия)
- 2022 — «Сент-Омер» реж. Элис Диоп (Франция)
- 2023 — «Зло не существует» реж. Рюсукэ Хамагути (Япония)
- 2024 — «Горная невеста» реж. Маура Дельперо (Италия)